# Agrilus ribbei
Agrilus ribbei es una especie de insecto del género Agrilus, familia Buprestidae, orden Coleoptera.
Fue descrita científicamente por Kiesenwetter in Kraatz & Kiesenwetter, 1879.